# 270 هـ
270 هـ هي سنة في التقويم الهجري امتدت مقابلةً في التقويم الميلادي بين سنتي 883 و884.

## مواليد
- ابن حبان
- ابن الوزان القيرواني
- أبو العباس الميكالي
- ابن شعبان

## وفيات
- أحمد بن عيسى الرداعي
- الحسن بن زيد بن محمد
- الربيع بن سليمان المرادي
- صاحب الزنج

- أحمد بن طولون مؤسس الدولة الطولونية بمصر
- داود بن علي الظاهري، مؤسس وإمام أهل الظاهر.
- ابن قتيبة الدينوري